# Skaitymai
«Скайтима́й» (лит. «Skaitymai» «Чтения») — литовский литературный журнал.
Выходил в 1920—1923 годах в Каунасе под редакцией писателя Винцаса Креве; редактором последних трёх номеров был поэт и критик Людас Гира. Всего вышло 24 номера. В журнале были впервые опубликованы произведения многих литовских писателей (около 60 авторов).
Среди них — рассказы Винцаса Креве, вошедшие позднее в сборник «Под соломенной крышей» (лит. «Šiaudinėj pastogėj», 1922), продолжение цикла его восточных сказок, драма «Зять» (лит. «Žentas»); повесть Юозаса Тумаса-Вайжгантаса «Дяди и тётки» (лит. «Dėdės ir dėdienės»); повесть Антанаса Венуолиса «Палата интеллигентов» (лит. «Inteligentų palata», 1921); повесть Шатриёс Раганы «В старом поместье» (лит. «Sename dvare», 1922); драма Майрониса «Смерть Кейстута» (лит. «Kęstučio mirtis», 1921); лирика Винцаса Миколайтиса-Путинаса, вошедшая в сборник «Меж двух зорь» (лит. «Tarp dviejų aušrų», 1927); цикл стихотворений Балиса Сруоги «Тропами богов» (лит. «Dievų takais»), поэма «Город» (лит. «Miestas»), стихотворения Казиса Бинкиса, Фаустаса Кирши.
В журнале печатались также переводы: фрагменты Ригведы, переводы произведений Данте, М. Ю. Лермонтова, Ю. Словацкого.
В журнале был сильный отдел критики, в котором выступали, как правило, под псевдонимами E. Radzikauskas — Людас Гира, B. Sirakuzinas — Балис Сруога и M. Kemšis — Винцас Креве. Строгие оценки и высокие (по мнению Вайжгантаса — чрезмерно высокие) требования к литературным произведениям и литературно-критическая полемика, которую вёл журнал, содействовала развитию литовской литературы.